# Kongdej Jaturanrasamee
Kongdej Jaturanrasamee (thaï: คงเดช จาตุรันต์รัศมี), né le 29 mars 1972, est un scénariste, acteur et réalisateur thaïlandais.

## Filmographie

### Acteur
- 1995 : Romantic Blue (โลกทั้งใบให้นายคนเดียว)
- 2007 : The House (บ้านผีสิง)
- 2010 : Hi-So (ไฮโซ)
- 2012 : Sam et les Monstres de feu (เอคโค่ จิ๋วก้องโลก) (dessin animé) (voix)
- 2013 : Mary is Happy, Mary is Happy[2]

### Scénariste
- 2004 : The Letter (เดอะเลตเตอร์ จดหมายรัก)
- 2005 : L'Honneur du dragon (ต้มยำกุ้ง)
- 2006 : Noo Hin (หนูหิ่น เดอะมูฟวี่)
- 2007 : Me... Myself (ขอให้รักจงเจริญ)
- 2008 : Pirates de Langkasuka (ปืนใหญ่จอมสลัด)
- 2008 : Happy Birthday
- 2012 : Sam et les Monstres de feu (เอคโค่ จิ๋วก้องโลก) (dessin animé)
- 2013 : Last Summer[3]
- 2022 : Faces of Anne (Visages d'Anne) avec l'actrice Violette Wautier[4]
- 2023 : Hunger de Sitisiri Mongkolsiri

### Scénariste et Réalisateur
- 2003 : Sayew (สยิว)
- 2005 : Midnight My Love (เฉิ่ม)[5]
- 2008 : Handle Me With Care (กอด)[6]
- 2009 : Sawasdee Bangkok (สวัสดีบางกอก)
- 2011 : P-047[7] (แต่เพียงผู้เดียว / Tae Peang Phu Diaw)[8]
- 2013 : Tang Wong (ตั้งวง)[9],[10]
- 2015 : So Be It[11]
- 2015 : Snap[12],[13]
- 2019 : Where We Belong (ที่ตรงนั้น มีฉันหรือเปล่า)[14]

## Récompenses
- Lotus (Prix) du meilleur scénario pour Midnight My Love lors du Festival du film asiatique de Deauville 2006[15].